# Hadprædikant
En hadprædikant er en religiøs forkynder (f.eks. en præst, imam eller prædikant), der gennem sin forkyndelse søger at undergrave en given samfundsorden og opfordrer til had, fjendskab og radikalisering. Ordet er kendt fra 1993.
Vurderingen af om en given forkynder falder under denne definition, vil naturligvis ofte være omstridt.

## Danske forhold
I Danmark har Udlændingestyrelsen offentliggjort en liste (den såkaldte "sanktionsliste") over udenlandske hadprædikanter, der (med hjemmel i Udlændingeloven) har fået indrejseforbud i to år

### Sanktionslisten
| Nr. | Navn                                  | Foto | Nationalitet  | Opholdsland    | Beskæftigelse                                          | Religion   | Sidste besøg i Danmark |
| 1   | Mohamad al-Arefe                      |      | Saudi-Arabien | Ukendt         | Imam og teolog                                         | Salafisme  | Aldrig                 |
| 2   | Kamal El-Mekki                        |      | USA           | USA            | Imam og foredragsholder                                | Islam      | 2014, 2016             |
| 3   | Bilal Philips                         |      | Canada        | Qatar          | Foredragsholder og forfatter                           | Salafisme  | 2011                   |
| 4   | Terry Jones                           |      | USA           | USA            | Pastor                                                 | Kristendom | Aldrig                 |
| 5   | Salman al-Ouda                        |      | Saudi-Arabien | Saudi-Arabien  | Islamisk lærd                                          | Salafisme  | Aldrig                 |
| 6   | Mohammed Rateb al-Nabulsi             |      | Syrien        | Jordan         | Forfatter og professor                                 | Islam      | Aldrig                 |
| 7   | Khalid Yasin                          |      | USA           | Storbritannien | Islamisk apologetik og leder af Furkan-bevægelsen      | Sunnisme   | 2010, 2013             |
| 8   | Muhammad Raza                         |      | Pakistan      | Pakistan       | Islamisk lærd                                          | Islam      | Aldrig                 |
| 9   | Alparslan Kuytul                      |      | Tyrkiet       | Tyrkiet        | Islamisk lærd                                          | Hanafi     | Aldrig                 |
| 10  | Ismail al-Wahwah                      |      | Australien    | Australien     | Leder af Hizb ut-Tahrirs australske afdeling           | Sunnisme   | 2017                   |
| 11  | Abdullah bin Radi Almoaede Alshammary |      | Saudi-Arabien | Saudi-Arabien  | Islamisk lærd                                          | Islam      | Aldrig                 |
| 12  | Mazin Abdul-Adhim                     |      | Canada        | Canada         | Imam                                                   | Islam      | Aldrig                 |
| 13  | Khalifah At-Thahabi                   |      | USA           | Storbritannien | Islamisk lærd                                          | Salafisme  | Aldrig                 |
| 14  | Shady Alsuleiman                      |      | Australien    | Australien     | Imam og formand for Australian National Imams Council. | Sunnisme   | Aldrig                 |
| 15  | Hamza Sodagar                         |      | USA           | Iran           | Imam                                                   | Shiisme    | Aldrig                 |
| 16  | Mansour Leghaei                       |      | Australien    | Iran           | Imam                                                   | Shiisme    | Aldrig                 |
| 17  | Muhammad Alshareef                    |      | Canada        | Canada         | Grundlægger og lederen af AlMaghrib Institute          | Islam      | Aldrig                 |
| 18  | Ismail ibn Musa Menk                  |      | Zimbabwe      | Zimbabwe       | Ulama og Zimbabwes stormufti                           | Islam      | Aldrig                 |
| 19  | Nasser Saleh O Almozaini              |      | Saudi-Arabien | Saudi-Arabien  |                                                        | Islam      | Aldrig                 |

- : Oversigten er opdateret til og med 17. juli 2019
- Kilde: Religiøse forkyndere med indrejseforbud (Udlændingestyrelsen)